# Tombe de Fu Hao

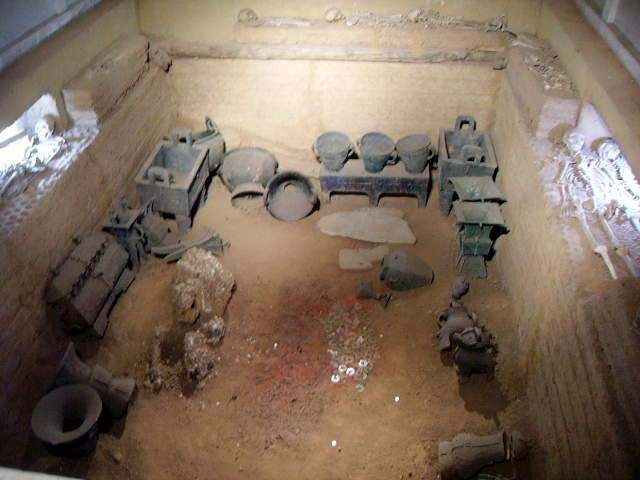
La fosse funéraire du tombeau de Dame Fu Hao, comme maintenant exposé.

Un vase en bronze en forme de hibou de la tombe de Fu Hao.

Le tombeau de Fu Hao est un site archéologique à Yinxu, près du site de l'ancienne capitale de la dynastie Shang Yin, dans la ville moderne d'Anyang dans la province du Henan, en Chine. Découvert en 1976 par Zheng Zhenxiang, cette sépulture a été identifiée comme la tombe de la reine et général militaire Fu Hao, décédé vers 1200 avant notre ère et probablement assimilable à la Dame Hao dont le nom est inscrit sur des os oraculaires du roi Wu Ding, étant l'une de ses nombreuses épouses.
C'est à ce jour le seul tombeau royal Shang retrouvé intact avec son contenu et fouillé par les archéologues. Les fouilles ont été menées par l'équipe de travail Anyang de l'Institut archéologique de l'Académie chinoise des sciences sociales, et après une restauration approfondie, la tombe a été ouverte au public en 1999.

## Découverte et contenu
En 1976, Zheng Zhenxiang et son équipe archéologique sondaient la zone autour de Yinxu et ont récupéré quelques échantillons de laque rouge. La sépulture découverte, officiellement dénommée tombe numéro 5, est constituée d'une seule fosse de 5,6 mètres sur 4 m, juste à l'extérieur du cimetière royal principal. La tombe a été datée d'environ 1200 avant notre ère et identifiée, d'après les inscriptions sur les bronzes rituels, comme étant celle de Fu Hao,.
Sa tombe, l'une des plus petites, est l'une des tombes royales les mieux conservées de la dynastie Shang et la seule à ne pas avoir été pillée avant les fouilles. À l'intérieur de la fosse, il y avait des traces d'une chambre en bois de 5 mètres de long, 3,5 m de large et 1,3 m de haut contenant un cercueil en bois laqué qui a depuis complètement pourri.
Le niveau du sol abritait le cadavre royal et la plupart des ustensiles et instruments enterrés avec elle. Des artefacts rares en jade, tels que ceux de la culture Liangzhu, ont probablement été collectés par Fu Hao comme antiquités et tandis que certains des artefacts en bronze ont probablement été utilisés par la dame et sa famille, d'autres inscrits avec son nom posthume de Mu Xin ont sans aucun doute été fabriqué et placé là en tant que mobilier funéraire. Les artefacts mis au jour dans la tombe étaient les suivants :
- 755 objets en jade (y compris les artefacts des cultures de Longshan, Liangzhu, Hongshan et Shijiahe ) [8]
- 564 objets en os (dont 500 épingles à cheveux et 20 pointes de flèches)
- 468 objets en bronze, dont plus de 200 récipients rituels en bronze, 130 armes, 23 cloches, 27 couteaux, 4 miroirs et 4 statues de tigre[9].
- 63 objets en pierre
- 11 objets de poterie
- 5 objets en ivoire
- 6900 coquilles de cauris (utilisées comme monnaie sous la dynastie Shang)

Sous le cadavre se trouvait une petite fosse contenant les restes de six chiens sacrifiés, et le long du bord de la fosse gisaient les squelettes de 16 esclaves humains, preuve de la pratique du sacrifice humain.
Il existe également des preuves au-dessus du sol d'une structure construite sur la tombe qui a probablement servi de salle des ancêtres pour la tenue de cérémonies commémoratives ; cela a été restauré depuis.
En reliant les objets de jade dans la tombe de Fu Hao à d'autres beaucoup plus ancien grâce à une analyse stylistique et technique, ce contexte archéologique a permis d'identifier une ancienne collectionneuse, une femme ayant réuni autour d'elle des objets d'une période beaucoup plus ancienne.